# Toda Keiko
Keiko Toda (戸田恵子, Toda Keiko), registrada como Keiko Inoue (井上恵子 Inoue Keiko (12 de Setembro de 1957 em Kasugai, Aichi, Japão) é uma atriz e  seiyū, ou dubladora, japonesa. Seu papel mais famoso foi a dublagem do herói infantil Anpanman no animé de longa metragem Soreike! Anpanman. 
Ela é uma cantora respeitada e fala também em francês. Em teatro e cinema, ela muitas vezes trabalha com o diretor Mitani Koki. Ela foi casada com o colega seiyū Shūichi Ikeda, mas se separou dele. Posteriormente, casou-se com o cantor Junichi Inoue.